# Boksen op de Gemenebestspelen 2010
Boksen is een van de sporten die beoefend werden tijdens de Gemenebestspelen 2010 in Delhi. Het bokstoernooi vond van 5 tot en met 13 oktober plaats in het Talkatorastadion.

## Onderdelen en programma
Er stonden tien onderdelen op het programma. In de onderstaande tabel staan de onderdelen en de speeldata. De finales hebben een gouden achtergrond.
| Klasse            | Deelnemers | 5      | 6      | 7     | 8     | 9     | 10    | 11    | 12 | 13     |
| ----------------- | ---------- | ------ | ------ | ----- | ----- | ----- | ----- | ----- | -- | ------ |
| lichtvlieggewicht | 32         | 1/16 F | 1/16 F | 1/8 F |       | 1/4 F |       | 1/2 F |    | Finale |
| vlieggewicht      | 32         | 1/16 F | 1/16 F |       | 1/8 F |       | 1/4 F | 1/2 F |    | Finale |
| bantamgewicht     | 32         | 1/16 F | 1/16 F | 1/8 F |       | 1/4 F |       | 1/2 F |    | Finale |
| lichtgewicht      | 32         | 1/16 F | 1/16 F |       | 1/8 F |       | 1/4 F | 1/2 F |    | Finale |
| halfweltergewicht | 32         | 1/16 F | 1/16 F | 1/8 F |       | 1/4 F |       | 1/2 F |    | Finale |
| weltergewicht     | 32         | 1/16 F | 1/16 F |       | 1/8 F |       | 1/4 F | 1/2 F |    | Finale |
| middengewicht     | 32         | 1/16 F | 1/16 F | 1/8 F |       | 1/4 F |       | 1/2 F |    | Finale |
| halfzwaargewicht  | 32         | 1/16 F | 1/16 F |       | 1/8 F | 1/4 F |       | 1/2 F |    | Finale |
| zwaargewicht      | 32         | 1/16 F | 1/8 F  |       |       | 1/4 F |       | 1/2 F |    | Finale |
| superzwaargewicht | 32         | 1/16 F | 1/8 F  |       |       |       | 1/4 F | 1/2 F |    | Finale |

## Medailles

### Medaillewinnaars
| Onderdeel         | Goud | Goud                | Zilver | Zilver           | Brons   | Brons                          |
| ----------------- | ---- | ------------------- | ------ | ---------------- | ------- | ------------------------------ |
| lichtvlieggewicht | NIR  | Paddy Barnes        | NAM    | Jafet Uutoni     | IND PAK | Amandeep Singh Muhammad Waseem |
| vlieggewicht      | IND  | Suranjoy Mayengbam  | KEN    | Benson Njangiru  | BOT PAK | Oteng Oteng Haroon Iqbal       |
| bantamgewicht     | SRI  | Manju Wanniarachchi | WAL    | Sean McGoldrick  | BOT MRI | Tirafalo Seoko Louis Julie     |
| lichtgewicht      | ENG  | Thomas Stalker      | SCO    | Josh Taylor      | IND TOG | Jai Bhagwan Lomalito Moala     |
| halfweltergewicht | IND  | Manoj Kumar         | ENG    | Bradley Saunders | BAH MRI | Valentino Knowles Louis Colin  |
| weltergewicht     | NIR  | Patrick Gallagher   | ENG    | Callum Smith     | BAH IND | Carl Hield Dilbag Singh        |
| middengewicht     | NIR  | Eamonn O'Kane       | ENG    | Anthony Ogogo    | IND WAL | Vijender Singh Keiran Harding  |
| halfzwaargewicht  | SCO  | Callum Johnson      | NIR    | Thomas McCarthy  | KEN WAL | Joshua Makonjio Jermaine Asare |
| zwaargewicht      | ENG  | Simon Vallily       | NIR    | Steven Ward      | GHA SCO | Awusone Yekeni Stevie Simmons  |
| superzwaargewicht | IND  | Paramjeet Samota    | TRI    | Tariq Abdul Haqq | CMR TOG | Blaise Yepmou Junior Fa        |

## Medailleklassement
| Plaats | Land               | Goud | Zilver | Brons | Totaal |
| 1      | Noord-Ierland      | 3    | 2      | 0     | 5      |
| 2      | India              | 3    | 0      | 4     | 7      |
| 3      | Engeland           | 2    | 3      | 0     | 5      |
| 4      | Schotland          | 1    | 1      | 1     | 3      |
| 5      | Sri Lanka          | 1    | 0      | 0     | 1      |
| 6      | Wales              | 0    | 1      | 2     | 3      |
| 7      | Kenia              | 0    | 1      | 1     | 2      |
| 8      | Namibië            | 0    | 1      | 0     | 1      |
| 9      | Trinidad en Tobago | 0    | 1      | 0     | 1      |
| 10     | Bahama's           | 0    | 0      | 2     | 2      |
| 10     | Botswana           | 0    | 0      | 2     | 2      |
| 10     | Mauritius          | 0    | 0      | 2     | 2      |
| 10     | Pakistan           | 0    | 0      | 2     | 2      |
| 10     | Tonga              | 0    | 0      | 2     | 2      |
| 15     | Ghana              | 0    | 0      | 1     | 1      |
| 15     | Kameroen           | 0    | 0      | 1     | 1      |
| Totaal | Totaal             | 10   | 10     | 20    | 40     |

Atletiek · Badminton · Boksen · Boogschieten · Bowls · Gewichtheffen · Gymnastiek · Hockey · Netball · Rugby sevens · Schietsport · Schoonspringen · Squash · Synchroonzwemmen · Tafeltennis · Tennis · Wielersport · Worstelen · Zwemmen